# Амеле (язык)
Амеле — папуасский язык, на котором говорит одноимённое племя в 40 деревнях провинции Маданг Папуа — Новой Гвинеи. Крупнейший из языков семьи Гум.

## Лингвогеографическая и социолингвистическая характеристика
Племя амеле заселяет территорию около 120 км2 между реками Гум и Гоголь в районе залива Астролябия.
Амеле вытесняется официальным языком Папуа — Новой Гвинеи ток-писином: все члены племени владеют обоими языками. Особенно заметен переход на ток-писин в тех деревнях, которые имеют более свободный доступ к городу Маданг. Большинство носителей грамотны.
Язык делится на четыре диалекта(по некоторым оценкам на три): хая (Haija), хуар (Huar), ягахал (Jagahal), амеле (Amele). Различия наблюдаются на всех уровнях языка от фонетики до лексики и осознаются самими носителями. Диалекты взаимопонятны, однако при этом диалект ягахал отстоит дальше от всех остальных, вероятно, из-за тесного контакта с соседним языком исебе.

## Фонология[3]

### Консонантизм
Инвентарь фонем состоит из 15 согласных и 5 гласных.
|                          | Лабиальные | Лабио-велярные | Альвеолярные | Палатальные | Велярные | Глоттальные |
| ------------------------ | ---------- | -------------- | ------------ | ----------- | -------- | ----------- |
| Взрывные                 | b          | g͡ b            | t d          |             | k g      | Ɂ           |
| Фрикативные              | f          |                | s            |             |          | h           |
| Носовые                  | m          |                | n            |             |          |             |
| Латеральный аппроксимант |            |                | l            |             |          |             |
| Аппроксимант             | w          |                |              | j           |          |             |

В позиции конца слова /j/ реализуется звуком [ʒ], /w/ – звуком [ʋ], /b/ и /g͡ b/ нейтрализуются в звуке [p], /t/ и /d/, /k/ и /g/ – в соответствующем глухом согласном.

### Вокализм
Гласные имеют две противопоставленные степени долготы. Могут образовывать дифтонги.
| Ряд гласного    | Ряд гласного | Ряд гласного            | Ряд гласного            | Ряд гласного            | Ряд гласного        |
| Подъем гласного |              | Передние (неогубленные) | Передние (неогубленные) | Передние (неогубленные) | Задние (огубленные) |
| --------------- | ------------ | ----------------------- | ----------------------- | ----------------------- | ------------------- |
| Подъем гласного | Верхний      | i                       |                         |                         | u                   |
| Подъем гласного | Средний      |                         | e                       |                         | o                   |
| Подъем гласного | Нижний       |                         |                         | a                       |                     |

## Типологическая характеристика

### Тип выражения грамматических значений
Амеле представляет собой язык преимущественно синтетического строя с развитой суффиксальной морфологией:
- Wa na no-co-min waga q-it-i j-ec dain
- water in go.down-DS-1SG.SU crocodile hit-1SG.DO-PRED eat-INF CAP
- 'Если я зайду в реку, меня съест крокодил'

[Roberts 1987: 269]
С помощью аналитических конструкций со вспомогательным глаголом могут выражаться сложные временные и аспектуальные значения, например, дуратив:
- Hina ho q-og-a bili bahiw nu-ug-a
- 2SG pig hit-2SG.SU-REL.F be.DUR forest go-2SG.SU-TOD.P
- 'Ты пришел в лес, чтобы убить свинью'

[Roberts 1987: 258]
Кроме того, в языке есть черты полисинтетизма. Актанты глагола, выраженные местоимениями, могут выражаться как суффиксально в составе глагольной словоформы, так и отдельным словом:
- Uqa cesel-g-en
- 3SG return-1PL.DO-REMP.3SG.SU
- 'Он вернулся к нам'
- Uqa ege=ca cesel-en
- 3SG 1PL=towards return-REMP.3SG.SU
- 'Он вернулся к нам'

[Roberts 2001: 207]

### Характер границы между морфемами
Преимущественная агглютинация. Фузии на стыках морфем не наблюдается. Кумулятивно выражаются значения лица и числа:
- Ege fogo g-ec=nu tem-d-oq-an
- 1PL perception 1PL.DO-INF=for try-3SG.DO-1PL.SU-FUT
- 'Мы попробуем понять'

[Roberts 2001: 231]

### Локус маркирования

#### В предикации
Вершинное маркирование:
- Uqa sil-d-i-ade-i-a
- 3SG explain-3SG.DO.INAN-DAT-3PL.IO-3SG.SU-TOD.P
- ‘Он объяснил им это’

[Roberts 1997: 3]

#### В посессивной группе
В амеле по-разному маркируется отторжимая и неотторжимая посессивность. Морфологически выражается только неотторжимая, стратегия маркирования — вершинная:
- Сudumac hohu-g
- wallaby tail-3SG.POSR
- 'Хвост валлаби'

Вступать в отношения неотторжимой посессивности могут существительные из закрытого списка семантических классов, например, термины родства или части тела. С помощью суффикса происходит согласование по лицу и числу с посессором, а в случае терминов родства ещё и числом посессума:
- Ija cot-i=el
- 1SG same.sex.sibling-1SG.POSR=PL.POSM
- 'Мои братья/сестры'

- Dana eu mela-h=ul
- men that son-3SG.POSR=PL.POSM
- 'Сыновья этого мужчины'

Таким образом, каждому из семантических классов соответствуют определенные алломорфы посессивного суффикса. Всего в амеле выделяется, по разным оценкам, от 31до 37посессивных классов (+ класс отторжимой посессивности), что считается рекордом среди языков мира. 
Отторжимая посессивность выражается с помощью энклитики, примыкающей к зависимому:
- Mala=na dodo
- chicken=of feathers
- ‘Перья курицы’

[Roberts 2015: 3, 5, 9]

### Тип ролевой кодировки
Амеле относится к языкам с номинативно-аккузативным строем:
Неактивный участник непереходного глагола:
- Qeen meen bisalu nij-i-a
- centipede stone under lie-3SG.SU-TOD.P
- ‘Сороконожка лежала под камнем'

Активный участник непереходного глагола:
- Qeen meen bisalu na nu-i-a
- centipede stone under at go-3SG.SU-TOD.P
- 'Сороконожка убежала под камень'

[Roberts 1987: 190]
Участники переходного глагола:
- Ija-dodoc mela-mi q-it-i-a
- 1SG-REFL son-1SG.POSR hit-1SG.DO-3SG.SU-TOD.P
- 'Мой собственный сын меня ударил'

[Roberts 2001: 214]

### Базовый порядок слов
SOV:
- Ija jo=na ahul eu gel-ad-ig-a
- 1SG house=in coconut that scrape-3PL.DO-1SG.SU-TOD.P
- ‘Я разбил эти кокосовые орехи в доме’

[Roberts 2001: 205]

## Грамматические особенности

### Объектное маркирование
Наличие при глаголе прямого или косвенного объекта может маркироваться в глагольной словоформе при помощи клитик. Прямообъектные клитики присоединяются непосредственно к корню, а косвеннообъектные – с помощью так назыввемой предикатной частицы -i:
- Age qet-ade-na
- 2/3PL cut-2/3PL.DO-3SG.PRES
- 'Он режет вас/их'

- Jacas qet-i-ade-na
- tobacco cut-PRED-2/3PL.OO-3SG.PRES
- 'Он режет табак для вас/них'

[Roberts 1987: 279-280]
Все глаголы амеле, которые могут иметь прямой объект, делятся на два класса в зависимости от того, является ли маркирование обязательным. Глаголы, для которых маркирование необязательно, в свою очередь делятся на те, которые допускают опциональное маркирование (в случае, если в качестве объекта выступает одушевленное существительное), и те, которые не допускают его ни в каких случаях. Предположительно это деление связано с тем, является глагол ориентированным на цель (goal-oriented) или ориентированным на агенса (agent-oriented): в первом случае объект будет маркироваться обязательно, во втором – нет.

### Клаузальные цепочки
Для амеле характерно явление сочинения предикатов в так называемые клаузальные цепочки (clause chaining). Размер таких цепочек может достигать 15—20 глаголов в рамках одного предложения. Самый правый финитный глагол называется финальным(final) и содержит в себе показатели времени и наклонения. Все предшествующие ему глаголы называются средними или зависимыми (medial/dependent) и содержат показатели согласования с собственным субъектом и аспектуальные показатели (перфектив, имперфектив или итератив). Глаголы, имеющие показатели перфектива или имперфектива, также имеют маркер, указывающий, совпадает ли субъект данной клаузы (маркированной) с субъектом следующей (контролирующей). Соответственно, есть два вида маркеров: SS (same subject, кореферентные субъекты) и DS (different subject, некореферентные субъекты). Такие системы обычно называются switch-reference (S/R system):
- Ija h-u-m-ig sab j-ig-a
- 1SG come-PRED-SS-1SG.SU food eat-1SG.SU-TOD.P
- 'Я пришел и съел еду'

- Ija ho-co-min sab ja-g-a
- 1SG come-DS-1SG.SU food eat-2SG.SU-TOD.P
- 'Я пришел, и ты съел еду'

Если субъект контролирующей (то есть следующей) клаузы семантически включает в себя субъекта маркируемой (и при этом не является местоимением первого лица), возможно употребление обоих вариантов маркирования:
- Ege h-u-me-b / ho-co-mun sab je-si-a
- 1PL come-PRED-SS-1PL.SU / come-DS-1PL.SU food eat-3DU.SU-TOD.P
- 'Мы пришли и мы / они съели еду'

Также вариативность может возникать в том случае, если маркируемая клауза содержит одновременное реципрокальное действие:
- Mel age qo-co-b qo-co-b eig/ eigin oso tone-i-a
- boy 3PL hit-DS-3SG.SU hit-DS-3SG.SU 3PL.SS / 3PL.DS one fall-3SG.SU-TOD.P
- 'Пока мальчики дрались, один упал'

Существуют, однако, такие контексты, в которых наблюдается «аномальное» маркирование субъектов. В папуасских языках распространено так называемое явление пропуска клаузы (clause skipping): маркируемая клауза согласуется с контролирующей показателем SS, тогда как грамматически их субъекты различные. В амеле такое возможно при условии, что «пропускаемый» субъект неагентивен:
- Ija co-cob-ig wa hedo-i-a
- 1SG SIM-walk-1SG.SU.SS water finish-3SG.SU-TOD.P
- 'Пока я шел, дождь закончился'

[Huang 2003: 58]
Кроме того, S/R-система имеет прагматическую или дейктическую функцию. Грамматически субъекты клауз кореференты, однако разное маркирование выражает семантику изменения времени, места или каких-либо обстоятельств:
- Eu 1997 jagel November na odo-co-b cul-ig-en
- that 1997 month November in do-DS-3SG.SU leave-1PL.OO-3SG.REM.P
- 'В ноябре 1997 он сделал это и потом оставил нам'

[Roberts 1987: 304]
- Age ceta gul-do-co-bil l-i bahim na tac-ein
- 3PL yam carry-3SG.DO-DS-3PL.SU go-(SS) floor on fill-3PL.SU.REM.P
- 'Они несли ямс на плечах, а потом пошли и пополнили магазин ямса'

[Huang 2003: 59]
- Uqa ege odi made-ge-ce-b uqa uqa na of mel cede-ce-b h-u-me-ig
- 3SG1PL like say-1PL.DO-DS-3SG.SU 3SG 3SG of boy get(PL)-DS-3SG.SU come-PRED-SS-3PL.SU
- 'Он сказал нам это, потом позвал своих мальчиков, и они пришли...'

[Roberts 1987: 305]

### Наклонение
Особенностью языка амеле является большое количество значений из зоны модальности, которые выражаются морфологически. Четыре могут выражаться при глаголе суффиксально: императив, кондиционалис, прескриптив, контрафактив. Тринадцать – с помощью клитик:
1. Опасение (apprehensive)
  - Большая степень (сertain apprehensive)
  - Na tobo-co-min ton-i q-it-ec dain
  - tree climb-DS-1SG.SU fall-PRED hit-1SG.SU-INF CAP
  - 'Если я залезу на дерево, я могу упасть и удариться'
  - Меньшая степень (probably apprehensive)
  - Baum o hina mahuc h-og-a e. PMV wele nu-igi-an do
  - Baum o 2SG quickly come-2SG.SU-IMPVO PMV already go-3SG.SU-FUT PAP
  - 'Баум, иди сюда скорее, иначе ОМТ (общественный автотранспорт, public motor vehicle) уедет'
2. Условие (кондиционалис, сonditional). Если субъекты обеих клауз совпадают, маркер наклонения инкорпорируется в глагол и заменяет собой SS-маркер (см. выше). В таким случае можно говорить о суффиксальном показателе условного наклонения:
  - Hina sab qee o-co-m fi ija man-ec nu ihoc qee
  - 2SG food not get-DS-2SG.SU CD 1SG roast-INF for able not
  - 'Если ты не достанешь еды, я не смогу ее приготовить'
  - "Qaga-h-ig-en qee j-i he-du-f-eg"
  - kill-2 SG.DO-1SG.SU-FUT not eat-PRED finish-3SG.DO-SS/CD-3SG.SU
  - 'Я убью тебя, если ты не съешь ее всю'
3. Невыполненное условие (contrafactive)
  - Ija anut mi qa dalum eu cenal batac na mo-u-m
  - 1SG God CR but gourd that galip branch on put-CONTR-1SG.SU
  - 'Если бы я был богом, я бы поместил эту тыкву на канариум'
4. Сомнение (дубитив, doubtful assertion)
  - Ija uqa nu-i-a fai-m-ig qee ho-l-om
  - 1SG 3SG go-3SG.SU-TOD.P DB PRED-SS-1SG.SU not come-NEG.P-3SG.SU
  - 'Я подумал, что он, возможно, ушел, поэтому я не пришел'
5. Строгая убежденность (emphatic assertion)
  - Ohis ou na nij-iqi-na om
  - above that at lie-1SG.SU-PRES EM
  - 'Я действительно спал там!'
6. Привычность (habitual)
  - Uqa nu-i-na nu
  - 3SG go-3SG.SU.PRES HB
  - 'Он всегда идет'
7. Побуждение (гортатив, hortatory)
  - Sab j-ec nu
  - food eat-INF HO
  - 'Давайте есть!'
8. Общий вопрос(interrogative)
  - Hina cabi na nu-eg-an fo?
  - 2SG garden to go-2SG.SU-FUT QU
  - 'Ты пойдешь в сад?'
9. Позволение (пермиссив, permissive)
  - "Cois to-ad-i bele-si-a le"
  - OK follow-3PL.DO-PREDgo-2DU.SU-IMP PM
  - 'Хорошо, вы можете идти за ними'
10. Сожаление (regretful)
  - Ija sain cecela sum-ih-ig-a qee nu ija cu-cul-h-i l-i-m-ig nu-ad-ig-a du
  - 1SG time long wait-2SG.DO-1SG.SU-TOD.P not for 1SG IT-leave-2SG.DO-PRES go-PRED-SS-1SG.SU go-DIST-1SG.SU-TOD.P RG
  - 'Я напрасно прождал тебя долгое время. Поэтому я ушел без тебя'
11. Просьба (supplicative)
  - "Aa ite-si-a mo
  - 1SG.IO-2DU.SU-IMP SUP
  - 'Пожалуйста, дайте мне это'
12. Обращение (vocative)
  - H-og-a e
  - come-2SG.SU-IMP VO
  - 'Иди сюда'

[Roberts 1987: 261-272]

## Список литературы
1. ↑  Roberts, John Richard. Amele. — Croom Helm, 1987. — ISBN 0709942540, 9780709942542.
2. ↑  Amele. Ethnologue (англ.). Архивировано 6 марта 2019. Дата обращения: 11 ноября 2018.
3. ↑  John R. Roberts. Amele RRG Grammatical Sketch // SIL International. — 2016. Архивировано 9 августа 2018 года.
4. ↑  John Newman. The Linguistics of Giving. — John Benjamins Publishing, 1998. — 401 с. — ISBN 9027229333.
5. ↑  [https://wals.info/valuesets/59A-ame WALS Online -
            Datapoint Amele / Possessive Classification] (англ.). wals.info. Дата обращения: 11 ноября 2018. Архивировано 19 мая 2021 года.
6. ↑  Roberts, John R. Inalienable Possession in Amele: A Role and Reference Grammar account. — SIL International, 2015.
7. ↑  Yan Huang. [http://www.reading.ac.uk/internal/appling/wp7/Huang.pdf Switch-reference in Amele and logophoric verbal suffix in Gokana: a generalized neo-Gricean
pragmatic analysis] // Reading Working Papers in Linguistics 7. — 2003. — С. 53-76. Архивировано 9 августа 2017 года.